# Hans Fagius
Hans Gustav Fagius (ursprungligen Andersson), född den 10 april 1951 i  Norrköpings Sankt Johannes församling i Norrköping, är en svensk organist. Fagius är professor vid Det Kongelige Danske Musikkonservatorium i Köpenhamn sedan 1989. Han har studerat för bland andra Bengt Berg, Nils Eriksson, Alf Linder och Maurice Duruflé.

## Biografi
Fagius är son till Birgit Maria Andersson och Stig Lennart Andersson. År 1974 avlade han diplomexamen i solistisk orgelspel vid Kungliga Musikhögskolan i Stockholm. Mellan åren 1974 och 1975 studerade han orgel i Paris för Maurice Duruflé.
Fagius bedriver en bred konsertverksamhet i Europa. Han har också gjort många skivinspelningar, däribland Johann Sebastian Bachs samtliga verk för orgel (sammanlagt 17 cd). Han anlitas ofta för master classes och som medlem i juryer vid orgeltävlingar.
År 2010 utgav Fagius boken Johann Sebastian Bachs orgelverk. En handbok med en omfattande analys av Bachs samtliga orgelverk.
Fagius invaldes som ledamot av Musikaliska akademien 1998.
Hans Fagius är bror till neurologen Jan Fagius och är gift med dirigenten Karin Fagius, född Kågström.

## Diskografi
| Titel                                                       | Utgiven        | Nummer           |
| ----------------------------------------------------------- | -------------- | ---------------- |
| Duets for Organ                                             | januari 1985   | BIS-CD-273       |
| J.S. Bach - Complete Organ Music, Vol.1                     | januari 1986   | BIS-CD-235/36    |
| J.S. Bach - Complete Organ Music, Vol.2                     | januari 1986   | BIS-CD-308/09    |
| J.S. Bach - Complete Organ Music, Vol.3                     | januari 1987   | BIS-CD-329/30    |
| J.S. Bach - Complete Organ Music, Vol.4                     | januari 1987   | BIS-CD-343/44    |
| Sun-Flute                                                   | januari 1987   | BIS-CD-100       |
| Organ Favourites                                            | januari 1987   | BIS-CD-365       |
| J.S.Bach - Complete Organ Music, Vol.5                      | januari 1988   |                  |
| J.S.Bach - Complete Organ Music, Vol.6                      | januari 1989   |                  |
| J.S.Bach - Complete Organ Music, Vol.9                      | januari 1990   |                  |
| J.S.Bach - Complete Organ Music, Vol.7                      | september 1990 |                  |
| Widor - Organ Symphonies No.3, 6 and 1                      | november 1990  | BIS-CD-471       |
| J.S.Bach - Complete Organ Music, Vol.8                      | december 1990  | BIS-CD-443/44    |
| Kodály - Complete Organ Music                               | april 1991     | BIS-CD-199       |
| Romantic and Picturesque                                    | maj 1991       | BIS-CD-160       |
| Romantic Swedish Organ                                      | april 1992     | BIS-CD-191       |
| Liszt - Organ Music                                         | maj 1992       | BIS-CD-170       |
| Saint-Saëns - Symphony No.3                                 | oktober 1992   |                  |
| Saint-Saëns - Fantasies                                     | oktober 1992   |                  |
| Solflöjt 2/3                                                | januari 1993   |                  |
| Piano and Organ                                             | maj 1993       | BIS-CD-551       |
| Christmas Music                                             | november 1993  | BIS-CD-177       |
| Olsson - Organ Music                                        | december 1993  | BIS-CD-85        |
| Organ of Härnösand                                          | mars 1994      | BIS-CD-156/57    |
| Mozart on the Organ                                         | september 1994 | BIS-CD-606       |
| French Organ Music                                          | mars 1995      | BIS-CD-7         |
| Baroque and Romantic Vocal Music                            | september 1995 | BIS-CD-127       |
| Contemporary Swedish Music                                  | oktober 1995   | BIS-CD-32        |
| Trombone and Tuba                                           | januari 1996   | BIS-CD-95        |
| Martin - Vocal and Chamber Music                            | januari 1996   | BIS-CD-71        |
| Nilsson - Nox Angvstiae                                     | januari 1996   | BIS-CD-138       |
| Gamla Svenska Orglar – Old Swedish Organs                   | januari 1996   | BIS-CD-123/25    |
| The Artistry of Hans Fagius                                 | januari 1996   | BIS-CD-140/41    |
| Widor - Organ Symphonies No.2 & No.8                        | november 1999  | BIS-CD-1007      |
| J.S. Bach: Die Kunst der Fuge                               | augusti 2000   | BIS-CD-1034      |
| Christmas in Sweden                                         | augusti 2001   | BIS-CD-1179      |
| Karg-Elert – Pastels & Impressions                          | september 2001 | BIS-CD-1084      |
| Karg-Elert – Cathedral Windows                              | juli 2002      | BIS-CD-1184      |
| Veni Creator: Duruflé – The Complete Organ Music            | oktober 2002   | BIS-CD-1304      |
| J.S. Bach – Complete Organ Music                            | april 2005     | BIS-SACD-1527/28 |
| The Magic of Bach - Hans Fagius plays favourite Organ Works | augusti 2005   | BIS-CD-1544      |

### Fotnoter
1. ↑  Fagius, Hans (2010). Johann Sebastian Bachs orgelverk: en handbok. Göteborg: Bo Ejeby. Libris 12054089. ISBN 978-91-88316-54-7

### Webbkällor
- http://www.ratsit.se/19510410-Hans_Gustav_Fagius_Veberod/APlEFivY1tQ6qfNDJDbQ1JyeeOVTaZ_-r9w1awhkwZs
- Sveriges befolkning 1970
- http://www.bach-cantatas.com/Bio/Fagius-Hans.htm
- http://www.uppsalamissionskyrka.se/?id=1230
- http://www.bis.se/index.php?op=people&nextShow=0&sokText=1623